# Юйцзюлюй Нагай
Юйцзюлюй Нагай (Ногай, Нохой) (кит.: 郁久閭那蓋; д/н — 506) — 9-й жужанський каган у 492—506 роках. Ім'я перекладається як «пес».

## Життєпис
Другий син кагана Тухечженя. Брав участь у походах свого брата — кагана Юйчена, а потім небожа Долулуня. 488 року відзначився у військовій кампанії проти повсталих племен тєле, але поразка самого кагана звело цей успіх нанівець.
У 492 році внаслідок змови було вбито Доулуня, а Нагая оголошено новим каганом. Він прийняв ім'я Хукіфудайкечже-каган (Радісний каган). Невдовзі за цим звернувся до Сяо Чжаоє, правителя Південної Ці, з проханням надіслати до ставки китайських лікарів, ремісників та митців, але отримав відмову.
501 року визнав факт захоплення Цю Цзявлади в Гаочані. Той підтвердив залежність від Жужанського каганату. 504 року з огляду на війну імперії Вей проти держави Лян каган вдерся до вейських володінь по 6 напрямках. Спочатку зайняв Урадський степ, потім сплюндрував командирства Даї та Хен. Втім зрештою зазнав поразки від вейського генерала Юань Хуая.
Помер 506 року. Йому спадкував син Юйцзюлюй Футу.

## Девізпанування
- Тайань (太安)